# FA Women's Super League 1 2014
La FA Women's Super League 1 2014 è stata la quarta edizione della massima divisione del campionato inglese femminile di calcio. Il campionato è iniziato il 30 marzo 2014 e si è concluso il 12 ottobre. Il Liverpool ha vinto il campionato per la seconda volta, superando il Chelsea grazie alla migliore differenza reti. Capocannoniere del torneo è stata Karen Carney con 8 reti realizzate.

## Stagione

### Novità
Il posto lasciato libero dalla retrocessa Doncaster Rovers Belles venne preso dal Manchester City. Inoltre, il Lincoln Ladies venne rinominato Notts County e il club si trasferì da Lincoln a Nottingham.

### Formula
Le 8 squadre si affrontano in un girone all'italiana con partite di andata e ritorno, per un totale di 14 giornate. La squadra prima classificata è campione d'Inghilterra e le prime due classificate sono ammesse alla UEFA Women's Champions League mentre l'ultima retrocede in FA Women's Super League 2.

## Squadre partecipanti
| Club            | Città               | Stadio                | Stagione 2013                              |
| --------------- | ------------------- | --------------------- | ------------------------------------------ |
| Arsenal         | Borehamwood         | Meadow Park           | 3º posto in FA WSL 1                       |
| Birmingham City | Solihull            | Damson Park           | 4º posto in FA WSL 1                       |
| Bristol Academy | Filton              | Stoke Gifford Stadium | 2º posto in FA WSL 1                       |
| Chelsea         | Staines-upon-Thames | Wheatsheaf Park       | 7º posto in FA WSL 1                       |
| Everton         | Widnes              | Halton Stadium        | 5º posto in FA WSL 1                       |
| Liverpool       | Widnes              | Halton Stadium        | Campione d'Inghilterra                     |
| Manchester City | Manchester          | Academy Stadium       | 4º posto in FA Women's Premier League      |
| Notts County    | Nottingham          | Meadow Lane           | 6º posto in FA WSL 1 (come Lincoln Ladies) |

## Classifica finale
Fonte: sito ufficiale
|  | Pos. | Squadra         | Pt | G  | V | N | P  | GF | GS | DR  |
|  | ---- | --------------- | -- | -- | - | - | -- | -- | -- | --- |
|  | 1.   | Liverpool       | 26 | 14 | 7 | 5 | 2  | 19 | 10 | +9  |
|  | 2.   | Chelsea         | 26 | 14 | 8 | 2 | 4  | 23 | 16 | +7  |
|  | 3.   | Birmingham City | 25 | 14 | 7 | 4 | 3  | 20 | 14 | +6  |
|  | 4.   | Arsenal         | 21 | 14 | 6 | 3 | 5  | 24 | 21 | +3  |
|  | 5.   | Manchester City | 19 | 14 | 6 | 1 | 7  | 13 | 16 | -3  |
|  | 6.   | Notts County    | 18 | 14 | 4 | 6 | 4  | 12 | 8  | +4  |
|  | 7.   | Bristol Academy | 16 | 14 | 5 | 1 | 8  | 18 | 24 | -6  |
|  | 8.   | Everton         | 4  | 14 | 0 | 4 | 10 | 10 | 30 | -20 |

Legenda:
      Campione d'Inghilterra e ammessa alla UEFA Women's Champions League 2015-2016
      Ammessa alla UEFA Women's Champions League 2015-2016
      Retrocessa in FA WSL 2 2015
Note:
Tre punti a vittoria, uno a pareggio, zero a sconfitta.

## Risultati
|                 | Ars  | Bir  | Bri   | Che  | Eve  | Liv  | Man  | Not  |
| --------------- | ---- | ---- | ----- | ---- | ---- | ---- | ---- | ---- |
| Arsenal         | –––– | 0-2  | 0-2   | 2-3  | 3-1  | 3-3  | 0-1  | 1-1  |
| Birmingham City | 1-2  | –––– | 2-1   | 2-1  | 0-0  | 1-2  | 2-0  | 2-2  |
| Bristol Academy | 3-4  | 1-3  | ––––  | 0-2  | 5-2  | 1-3  | 1-0  | 0-2  |
| Chelsea         | 2-1  | 3-1  | 2-1   | –––– | 5-2  | 0-0  | 2-1  | 0-0  |
| Everton         | 1-2  | 0-0  | 1-1   | 1-2  | –––– | 2-2  | 0-3  | 0-2  |
| Liverpool       | 0-1  | 1-1  | 3-0   | 2-0  | 1-0  | –––– | 1-0  | 1-0  |
| Manchester City | 0-4  | 1-2  | 0-2   | 2-1  | 2-0  | 1-0  | –––– | 1-0  |
| Notts County    | 1-1  | 0-1  | [ 5 ] | 1-0  | 2-0  | 0-0  | 1-1  | –––– |

## Statistiche

### Classifica marcatrici
Fonte: sito ufficiale
| Gol |  |  | Giocatore      | Squadra         |
| --- |  |  | -------------- | --------------- |
| 8   |  |  | Karen Carney   | Birmingham City |
| 6   |  |  | Jessica Clarke | Notts County    |
| 6   |  |  | Nikita Parris  | Everton         |
| 5   |  |  | Eniola Aluko   | Chelsea         |
| 5   |  |  | Jordan Nobbs   | Arsenal         |
| 5   |  |  | Yūki Ōgimi     | Chelsea         |
| 5   |  |  | Casey Stoney   | Arsenal         |
| 5   |  |  | Nicola Watts   | Bristol Academy |